# Двейрін Анатолій Борисович
Анатолій Борисович Две́йрін (нар. 23 липня 1935, Дніпропетровськ) — український радянський художник; член Спілки радянських художників України.

## Біографія
Народився 23 липня 1935 року в місті Дніпропетровську (нині Дніпро, Україна). 1955 року закінчив Дніпропетровське художнє училище; у 1955—1956 роках навчався у Ленінградському вищому художньо-промисловому училищі імені Віри Мухіної; у 1956—1962 роках — у Харківському художньому інституті. Був учнем Олександра Любимського, Олександра Хмельницького. Дипломна робота — серія ліногравюр на теми українських казок (керівники Григорій Бондаренко, Мойсей Фрадкін).
Мешкав у Дніпропетровську в будинку на провулку Фурманова, № 2, квартира № 43. На початку 1970-х років виїхав до США.

## Творчість
Працював в галузі станкової і книжкової графіки та станкового живопису. Серед робіт:
- ілюстрації до казок Івана Франка «Фарбований лис» (1962) та «Коли ще звірі говорили» (1963—1964);
- оформлення книги «Вулиці гніву» Олександра Билінова (Дніпропетровськ, 1970)
- серія ліногравюр «Пісні громадянської війни» (1966—1968);
- картина «Думи солдатські» (1967).

Брав участь у республіканських виставках з 1963 року, всесоюзних та зарубіжних — з 1962 року.